# 광주여자고등학교
광주여자고등학교(光州女子高等學校)는 대한민국 광주광역시 서구 화정동에 위치한 공립 고등학교이다.

## 학교 연혁
- 1923년 4월 15일 : 광주공립고등여학교로 설립, 개교
- 1937년 4월 1일 : 광주야마또(大和)공립고등여학교로 교명 개칭
- 1946년 1월 28일 : 광주공립고등여학교로 교명 개칭
- 1946년 9월 21일 : 광주공립여자중학교로 교명 개칭
- 1951년 9월 25일 : 학제 변경으로 광주여자고등학교로 교명 개칭
- 1970년 3월 28일 : 광주제일여자고등학교 본교에 통합
- 2010년 3월 1일 : 화정동으로 교사 이전
- 2024년 3월 1일 : 제37대 한금성 교장 취임
- 2025년 1월 24일 : 제74회 졸업식 237명 졸업(총 졸업생 수 35,789명)

## 참고 자료
- 광주여자고등학교 - 한국교육학술정보원 학교알리미